# Shigatsu wa Kimi no Uso (filme)
Shigatsu wa Kimi no Uso (四月は君の嘘) é um filme japonês dos géneros drama musical e romance, realizado por Takehiko Shinjō e escrito por Yukari Tatsui, com base no manga homónimo de Naoshi Arakawa. Foi protagonizado por Suzu Hirose e Kento Yamazaki. Estreou-se no Japão a 10 de setembro de 2016.

## Elenco
- Suzu Hirose como Kaori Miyazono[3]
- Kento Yamazaki como Kōsei Arima[3]
- Anna Ishii como Tsubaki Sawabe[3]
- Taishi Nakagawa como Ryōta Watari[3]
- Masahiro Kōmoto[3]
- Hirotarō Honda[3]
- Yuka Itaya como Hiroko Seto[3]
- Rei Dan como Saki Arima[3]

## Produção
A música-tema do filme é "Last Scene", interpretada por Ikimono-gakari.